# Pierre de Ronsard
Pierre de Ronsard (Couture-sur-Loir, 11 settembre 1524 – Prieuré de Saint-Cosme, 27 dicembre 1585) è stato un poeta e cortigiano francese.
Conosciuto come Il principe dei poeti, è celebre anche per la partecipazione al movimento poetico la Pléiade.

## Vita e opere

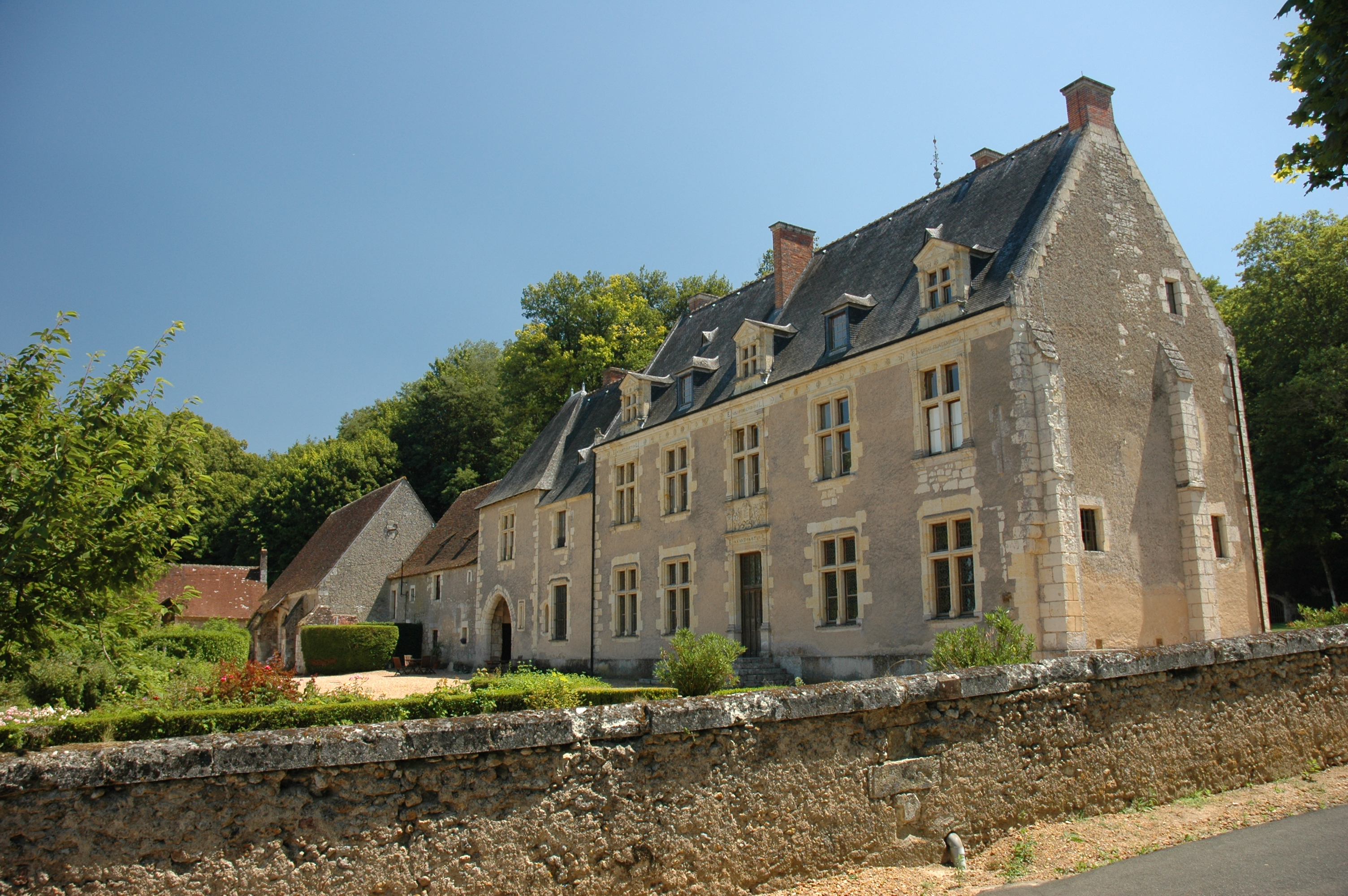
Castello della Possonnière, casa natale di Pierre de Ronsard

Nacque nel castello della Possonnière, nei dintorni del villaggio di Couture-sur-Loir nel Loir-et-Cher. Le origini della stirpe dei Ronsard sono da ricercarsi nelle province slave a sud del Danubio. Baudouin de Ronsard o Rossart diede vita al ramo francese della famiglia nella prima metà del XIV secolo.
Pierre è il figlio minore di Loys e Jeanne de Chaudrier; anche se la famiglia non apparteneva direttamente alla nobiltà, vi intratteneva dei legami molto stretti, tanto che la sconfitta di Pavia di Francesco I obbligò il padre di Ronsard, che rivestiva il ruolo di maître d'hôtel, a partire poco dopo la sua nascita.
Ronsard ricevette un'educazione in casa durante l'infanzia e, una volta raggiunti i dodici anni d'età, venne mandato al Collegio di Navarra a Parigi. Pare che il giovane Ronsard non abbia apprezzato affatto il rude stile di vita di questa scuola d'impronta medioevale.
Per quanto privo d'esperienza, divenne prima paggio del Delfino del re di Francia, Francesco, e poi del fratello Carlo, duca d'Orléans.
Quando Madeleine di Francia sposò Giacomo V di Scozia, Ronsard fu preso a servizio del re e rimase tre anni in Gran Bretagna, per rientrare poi in Francia nel 1540 e riprendere il suo ruolo al seguito del Duca d'Orleans.
Tale posizione gli permise di viaggiare, prima nelle Fiandre e poi nuovamente in Scozia. Ben presto venne promosso ad un ruolo di maggior peso e divenne segretario del seguito di Lazare de Baïf, il padre del suo futuro amico e collega della Pléiade, Antoine de Baïf. Con lo stesso ruolo fece parte del seguito del cardinale di Bellay-Langey. La famosa querelle con François Rabelais avvenne proprio in quel periodo.
La sua promettente carriera diplomatica fu bruscamente interrotta da un attacco di sordità che nessun medico fu in grado di risolvere. Ronsard decise quindi di dedicarsi agli studi. Scelse di frequentare il Collegio di Coqueret, il cui rettore era Jean Dorat, professore di greco ed ellenista convinto (successivamente sarà membro della Pléiade), che Ronsard conosceva poiché era stato il tutore di Antoine de Baïf, che andò con Ronsard; Joachim du Bellay, secondo di sette fratelli, li raggiunse ben presto. Muretus (Marc-Antoine Muret), appassionato di latino, il cui ruolo nella creazione della tragedia francese sarà rilevante, studiava presso il collegio di Coqueret, all'epoca.
Il periodo di studi di Ronsard durò sette anni e il primo manifesto del nuovo movimento letterario che auspicava l'applicazione dei principi classici venne stilato dall'amico Du Bellay nel 1549: Défense et illustration de la langue française. La Pléiade (o "La Brigata", come si chiamava all'inizio) era nata. Era composta inizialmente da sette scrittori: Ronsard, Du Bellay, Baïf, Rémy Belleau, Pontus de Tyard, Jodelle e Jean Dorat. L'anno successivo, nel 1550, Ronsard pubblica le sue opere raccogliendole nelle prime quattro raccolte delle Odi.
Nel 1552, il quinto volume delle Odi fu pubblicato contemporaneamente a Les Amours de Cassandre. Le due opere scatenarono una vera polemica nell'ambiente letterario. Un aneddoto illustra le rivalità e le critiche dell'epoca: si dice che Mellin de Saint-Gelais, esponente di punta dell'École Marotique, leggesse in maniera burlesca degli stralci dei poemi di Ronsard davanti al re per prendersene gioco. Sennonché Margherita di Francia, la sorella del re, e futura duchessa di Savoia, prese dalle mani di Mellin il libro e si mise a leggere l'opera di Ronsard, restituendo ai poemi tutto il loro splendore: alla fine della lettura, tutta la sala era affascinata ed esplose in un caloroso applauso. Ronsard era stato accettato come poeta.
La sua gloria fu repentina e smisurata e non subì battute d'arresto. Tra il 1555 e il 1556 pubblicò gli Hymnes, dedicati a Margherita di Savoia. Finisce gli Amori nel 1556 e poi compose una collezione di Opere complete che, secondo una leggenda, sarebbero state volute da Maria Stuarda, sposa di Francesco II nel 1560. Nel 1565 vedono la luce le Élégies e l'Abrégé de l'art poétique français.
Il rapido susseguirsi di diversi sovrani non incise sul trattamento riservato a Ronsard. Dopo Enrico II e Francesco II, anche Carlo IX viene affascinato dal poeta. Gli vengono anche riservati degli spazi all'interno del palazzo. Questo patrocinio reale però ha degli effetti negativi sull'opera di Ronsard: la Franciade, commissionata da Carlo IX, non raggiunge il livello delle altre opere dell'autore, per via dell'opinabile scelta del re di utilizzare il decasillabo piuttosto che il verso alessandrino.
La morte di Carlo IX non intaccò il favore ottenuto a corte. Ma, per via dei crescenti problemi di salute da cui era affetto, Ronsard scelse di passare i suoi ultimi anni di vita lontano dai fasti di palazzo, alternando i soggiorni nella sua casa di Vendôme o nella non lontana abbazia di Croix-Val a visite all'amico Jean Galland, intellettuale del Collegio di Boncourt, a Parigi. Pare che Ronsard disponesse anche di una casa in Faubourg Saint Marcel.
Gli ultimi anni della sua vita non furono tra i più felici. Subì la perdita di diversi amici e il suo stato di salute peggiorò. Diversi sovrani stranieri, tra cui Elisabetta I d'Inghilterra, gli inviarono doni. Malgrado la malattia, le sue creazioni letterarie rimasero comunque eccellenti, tanto che alcuni dei suoi ultimi scritti sono reputati tra i migliori.
Il 27 dicembre 1585 Ronsard venne sepolto nella chiesa di Saint Cosme a Tours.

## Frasi famose
"Finché la vita e la stagion d'amore, ad amar c'invitano... Vieni amor mio, e sia colma la deliziosa messa dei baci".
"L'entusiasmo è la leva che fa girare il mondo"

## Un sonetto famoso
Assise auprès du feu, dévidant et filant,

Direz, chantant mes vers, en vous émerveillant:

“Ronsard me célebrait du temps que j'étais belle”
Lors, vous n'aurez servante oyant telle nouvelle,

Déjà sous le labeur à demi sommeillant,

Qui au bruit de Ronsard ne s'aille réveillant,

Bénissant votre nom de louange immortelle.
Je serai sous la terre, et, fantôme sans os,

Par les ombres myrteux je prendrai mon repos:

Vous serez au foyer une vieille accroupie,
Regrettant mon amour et votre fier dédain.

Vivez, si m'en croyez, n'attendez à demain:

Cueillez dès aujourd'hui les roses de la vie.»
seduta presso il fuoco, dipanando e filando,

ricanterete le mie poesie, meravigliando:

Ronsard mi celebrava al tempo ch'ero bella.
Serva allor non avrete ch'ascolti tal novella,

vinta dalla fatica già mezzo sonnecchiando,

ch'al suono del mio nome non apra gli occhi alquanto,

e lodi il vostro nome ch'ebbe sì buona stella.
Io sarò sotto terra, spirto tra ignudi spirti,

prenderò il mio riposo sotto l'ombre dei mirti.

Voi presso il focolare una vecchia incurvita,
l'amor mio e ‘l fiero sprezzo vostro rimpiangerete,

Vivete, date ascolto, diman non attendete:

cogliete fin da oggi le rose della vita.»
(Sonnets pour Helène - traduzione di Mario Praz)
Fabrizio De André si ispirò a questo sonetto per comporre Valzer per un amore.
Come si vede a maggio la rosa sulla fronda,

bella di giovinezza, nel suo primo fiorire,

render geloso il cielo del suo vivo colore,

quando l’Alba di pianto sul far del dì la inonda;
sui petali la grazia e l’amore si posa,

avvolgendo giardini ed alberi di odore;

ma abbattuta da pioggia o da troppo calore,

languendo muore, foglia dopo foglia dischiusa.
Così nella tua prima e giovanile età,

quando onoravan Terra e Cielo la tua beltà,

la Parca ti ha uccisa, e cenere ora riposa.
Per ossequi ricevi da me pianti e dolori, 

questo vaso di latte, quel paniere di fiori,

a che il tuo corpo sia, vivo o morto, una rosa.
|Traduzione di Nino Muzzi|
Comme on voit sur la branche au mois de may la rose,

en sa belle jeunesse, en sa première fleur,

rendre le ciel jaloux de sa vive couleur,

quand l’Aube de ses pleurs au poinct du jour l’arrose;
la grace dans sa feuille, et l’amour se repose,

embasmant les jardins et les arbres d’odeur;

mais batue ou de pluye, ou d’excessive ardeur,

languissante elle meurt, feuille à feuille déclose.
Ainsi en ta premiere et jeune nouveauté,

quand la Terre et le Ciel honoroient ta beauté,

la Parque t’a tuée, et cendre tu reposes.
Pour obseques reçoy mes larmes et mes pleurs,

ce vase plein de laict, ce panier plein de fleur,

afin que vif et mort ton corps ne soit que roses.